# 931. grenadirski polk (Wehrmacht)
931. grenadirski polk (izvirno nemško 931. Grenadier-Regiment; kratica 931. GR) je bil pehotni polk Heera v času druge svetovne vojne.

## Zgodovina
Polk je bil ustanovljen 15. oktobra 1942 iz 931. pehotnega polka. Poleti 1943 je bil preimenovan v 930. varnostni polk.